# Port lotniczy Al-Bough
Port lotniczy Al-Bough – krajowy port lotniczy położony w mieście Al-Bough, w Jemenie.